# Episinus kitazawai
Episinus kitazawai är en spindelart som beskrevs av Takeo Yaginuma 1958. Episinus kitazawai ingår i släktet Episinus, och familjen klotspindlar. Inga underarter finns listade i Catalogue of Life.